# 9-cis-エポキシカロテノイドジオキシゲナーゼ
9-cis-エポキシカロテノイドジオキシゲナーゼ（9-cis-epoxycarotenoid dioxygenase）は、カロテノイド生合成酵素の一つで、次の化学反応を触媒する酸化還元酵素である。
(1) 9-cis-エポキシカロテノイド + O2 {\displaystyle \rightleftharpoons } 2-cis,4-trans-キサントキシン + 12'-apo-カロテナール
(2) 9-cis-ビオラキサンチン + O2 {\displaystyle \rightleftharpoons } 2-cis,4-trans-キサントキシン + (3S,5R,6S)-5,6-エポキシ-3-ヒドロキシ-5,6-ジヒドロ-12'-apo-β-カロテン-12'-al
(3) 9'-cis-ネオキサンチン + O2 {\displaystyle \rightleftharpoons } 2-cis,4-trans-キサントキシン + (3S,5R,6R)-3,5-ジヒドロキシ-6,7-ジデヒドロ-5,6-ジヒドロ-12'-apo-β-カロテン-12'-アール
酵素の組織名は9-cis-epoxycarotenoid 11,12-dioxygenaseで、別名にnine-cis-epoxycarotenoid dioxygenase、NCED、AtNCED3、PvNCED1、VP14がある。